# Saeid Esmaeili
Saeid Esmaeili (n. 15 iulie 2003, Dezful, Iran) este un luptător ce a reprezentat Iran, medaliat olimpic. A participat la o ediție a Jocurilor Olimpice (2024) în care a câștigat o medalie de aur.